# Попов, Николай Николаевич (НКВД)
Никола́й Никола́евич Попо́в (1902 — ?) — деятель ГПУ/НКВД СССР, старший лейтенант государственной безопасности, врид наркома внутренних дел Бурят-Монгольской АССР. Входил в состав особой тройки НКВД СССР, внесудебного и, следовательно, не правосудного органа уголовного преследования.

## Биография
Деятельность Николая Николаевича Попова была связана с работой в органах ВЧК-ОГПУ-НКВД.
- 1935—1936 годы — сотрудник НКВД в Восточно-Сибирском крае.
- 1936—1937 годы — врид наркома внутренних дел Бурят-Монгольской АССР. Этот период отмечен вхождением в состав особой тройки, созданной по приказу НКВД СССР от 30.07.1937 № 00447[2] и активным участием в сталинских репрессиях[3].

## Награды
- 28.03.1942 — Орден «Знак Почёта».